# Maison cantonale de La Bastide
La maison cantonale de La Bastide, située dans le quartier de La Bastide à Bordeaux, abrite aujourd'hui la mairie annexe du quartier. Construite entre 1924 et 1926, elle est l'œuvre de l'architecte Cyprien Alfred-Duprat, du sculpteur Edmond Tuffet et de l'entreprise de céramique Gentil & Bourdet de Boulogne-Billancourt.

## Historique
Le quartier de la Bastide à Bordeaux, situé sur la rive droite de la Garonne, ne s'est développé qu'à partir du XIXe siècle. Avec l'inauguration en 1822 du pont de pierre, l'urbanisation progresse rapidement, avec l'implantation de la gare d'Orléans et de nombreuses usines. En 1865 la Bastide est annexée par Bordeaux, et attire une population largement ouvrière. 
Le 8 mai 1903, pour faire face au manque d'équipement public dans ce quartier, le conseil municipal de Bordeaux, sous la présidence de Paul-Louis Lande, décide de construire une maison cantonale. Ce lieu est destiné à accueillir le prétoire et les dépendances de la justice de paix, un poste de police, un bureau et le logement pour le commissaire de police du canton, une bibliothèque, une vaste salle de conférence et un bureau auxiliaire municipal. Le projet établi par l'architecte municipal n'aboutit pas à cause de problèmes financiers. 
Dix ans plus tard, le 26 novembre 1913, la municipalité s'adresse à l'architecte Cyprien Alfred-Duprat, qui présente un premier projet en 1915, dont la réalisation est empêchée par la Première guerre mondiale. Finalement les travaux ne débutent qu'en 1924, et s’achèvent en 1926. Le bâtiment est inauguré l'année suivante, le 28 octobre 1927 par le maire Adrien Marquet. 
A la fin des années 1980, la mairie décide de transformer la maison cantonale en une mairie annexe. 
Elle a été inscrite au titre des monuments historiques le 30 décembre 1994.

## Description
Le projet mêle des influences néogothiques, Art nouveau et Art déco. 
L'extérieur multiplie les effets décoratifs caractéristiques de l'Art nouveau nancéien : variété des matériaux (pierre, brique, grès turquoise et mosaïque dorée), lignes brisées, plan des murs rompus par des renflements ou des décrochements, baies de dimensions et de formes différentes, etc.
La décoration intérieure (frises en grès par Gentil et Bourdet, sculpture par l'entreprise d'Edmond Tuffet) relève du mouvement Art déco. La salle des fêtes est couverte d'une belle voûte et ses chapiteaux portent des têtes de chouette, de canard, de canari et de perruche.

## Galerie

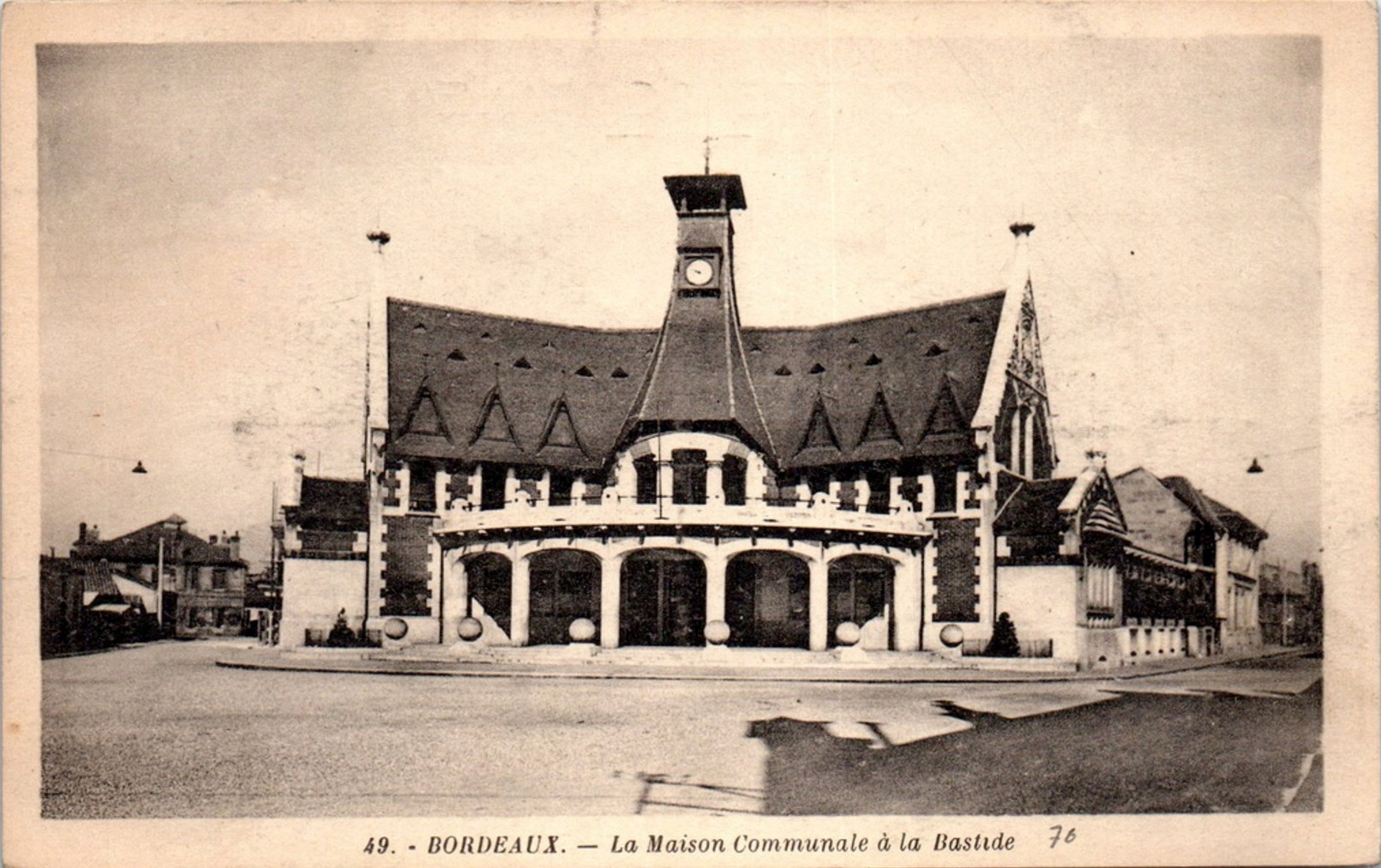
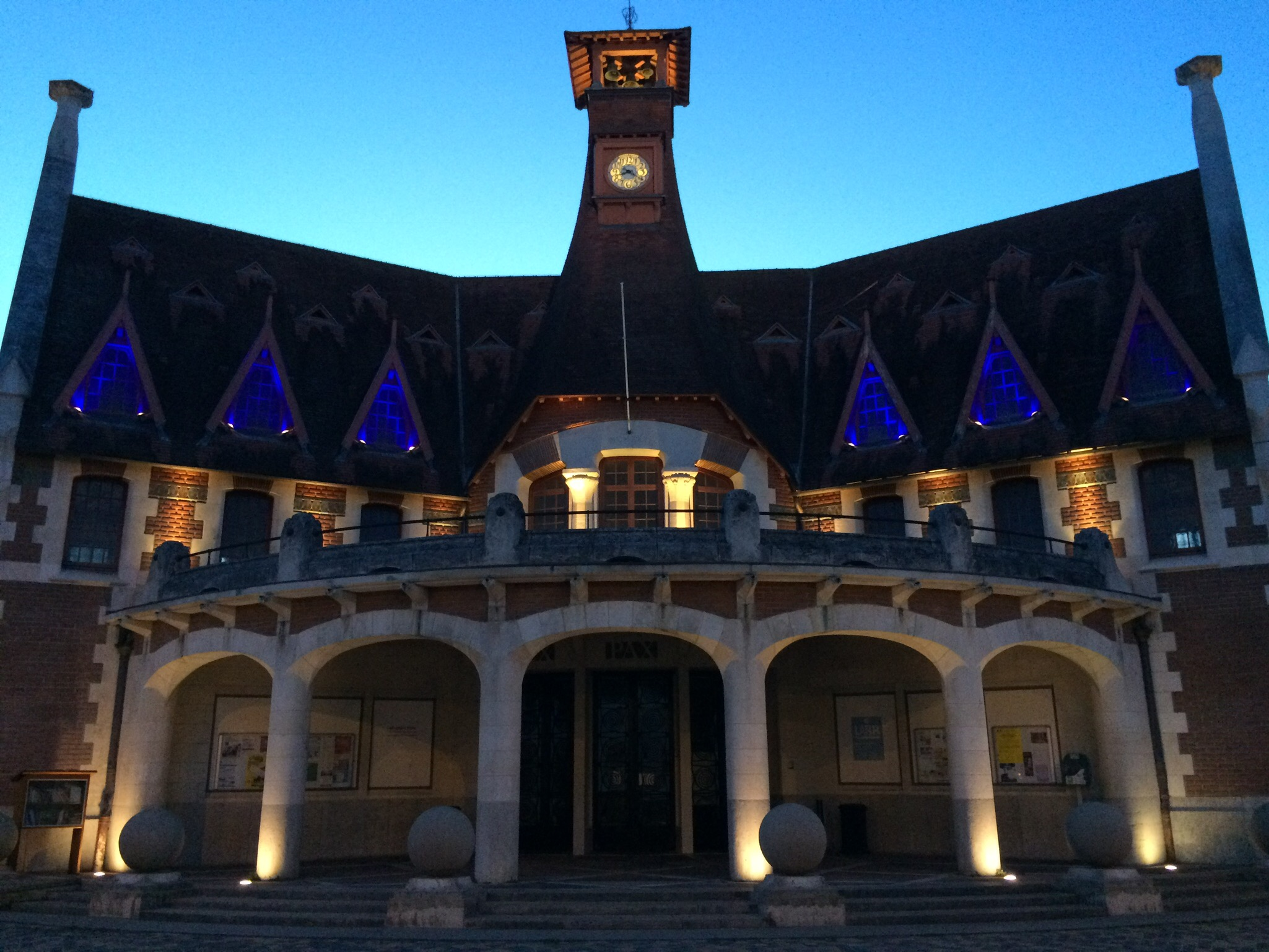
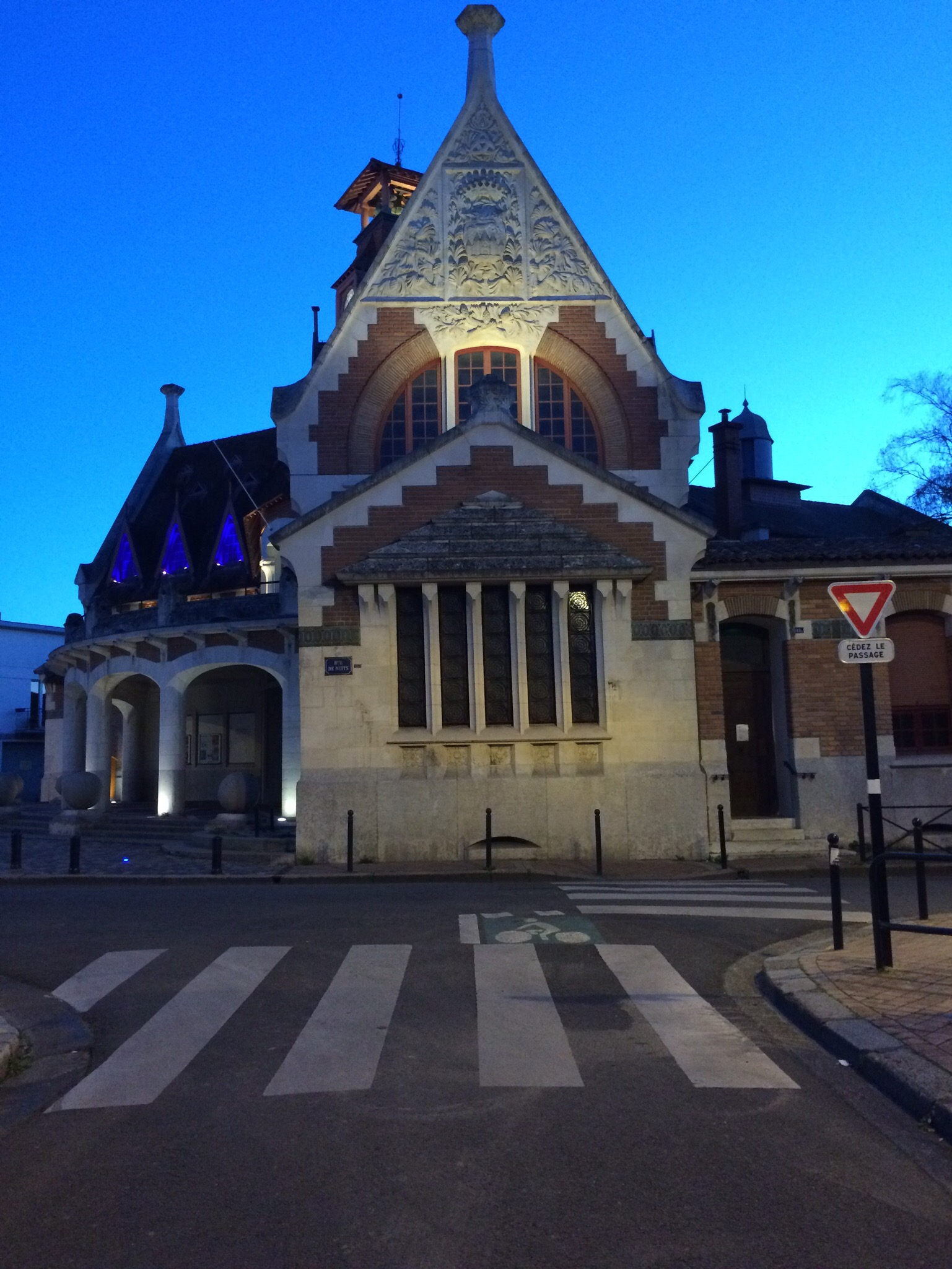
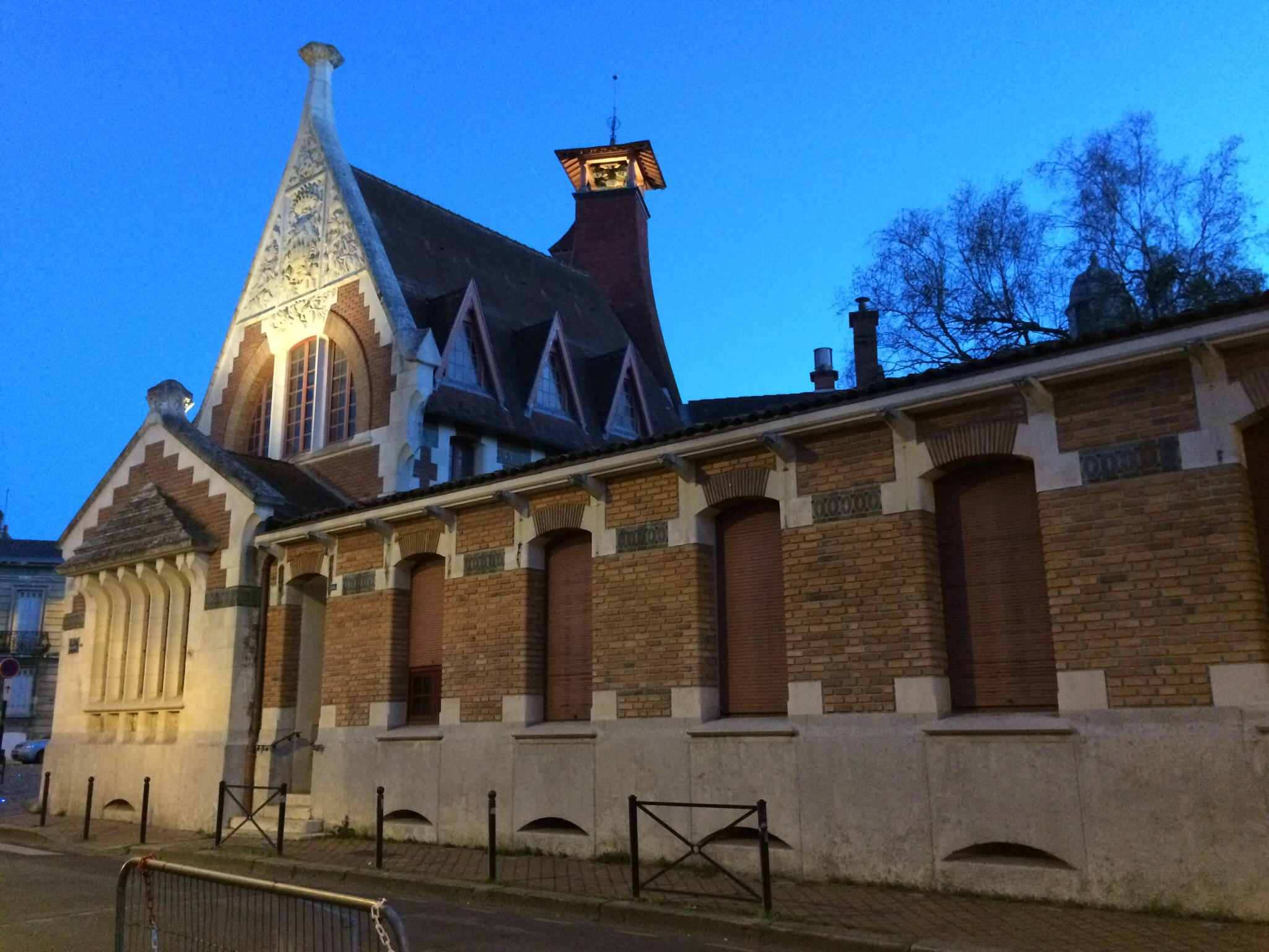
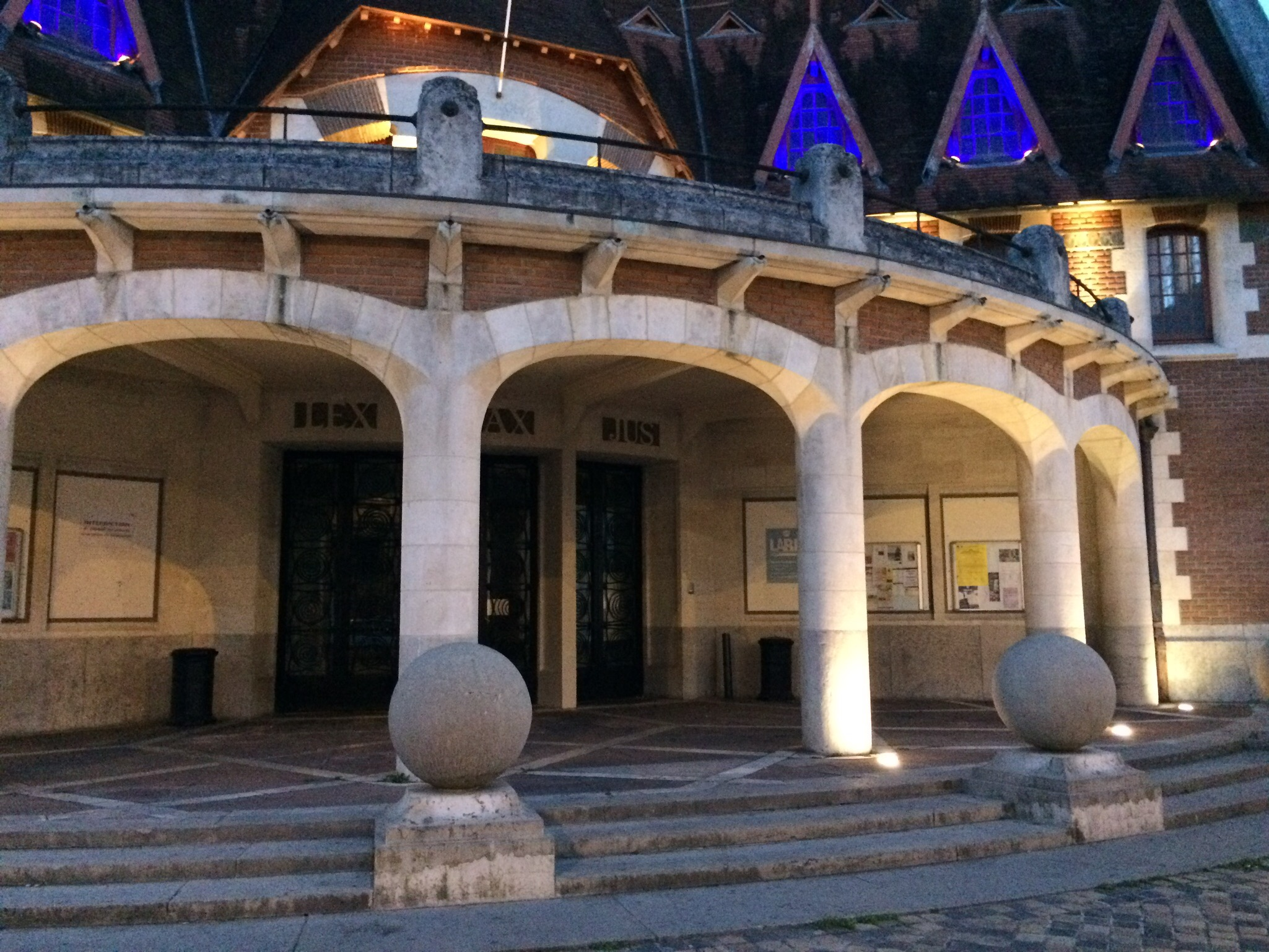